# L'Hospitalet-du-Larzac
L'Hospitalet-du-Larzac is een gemeente in het Franse departement Aveyron (regio Occitanie) en telt 249 inwoners (1999). De plaats maakt deel uit van het arrondissement Millau.

## Geografie
De oppervlakte van L'Hospitalet-du-Larzac bedraagt 12,3 km², de bevolkingsdichtheid is 20,2 inwoners per km².

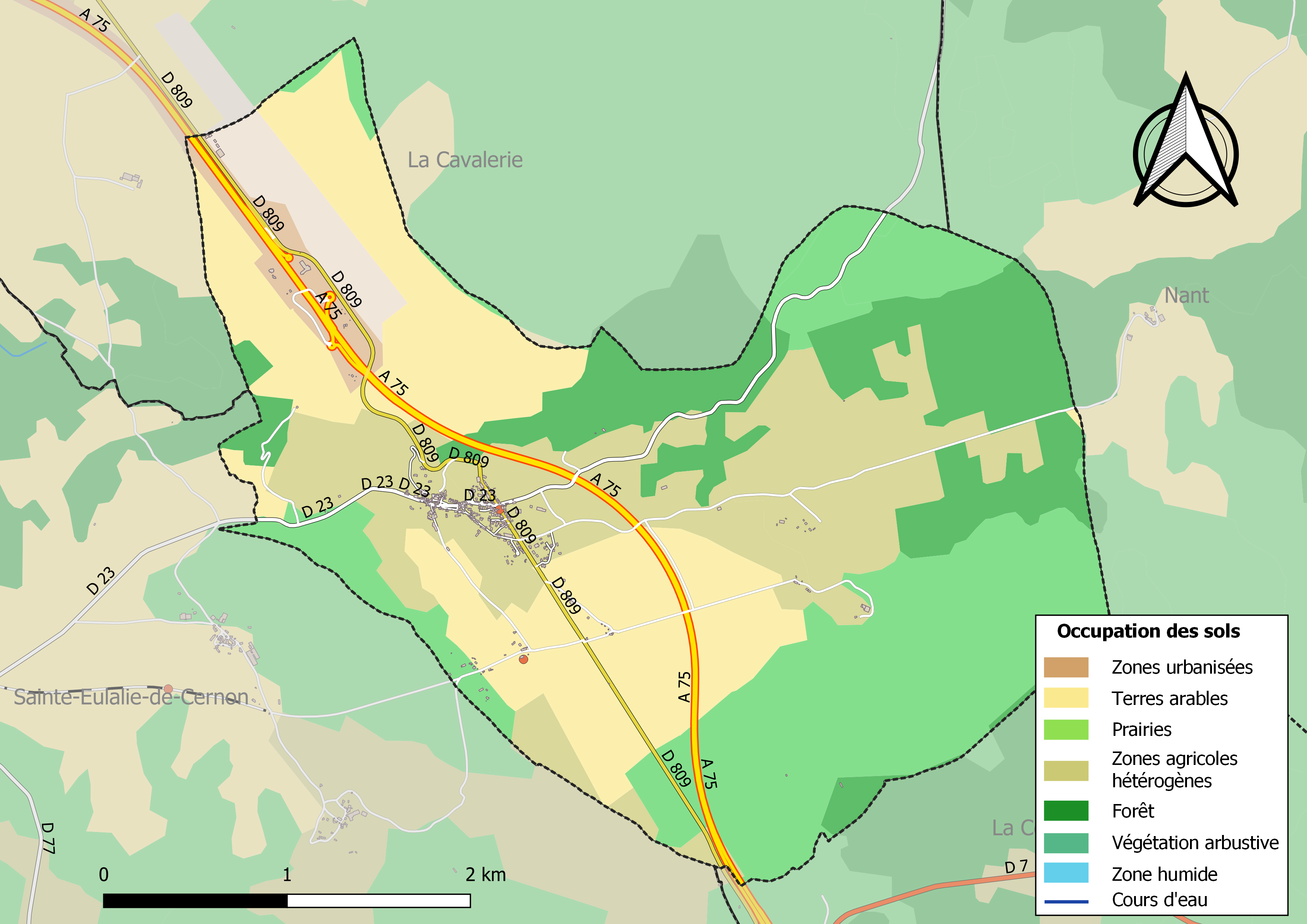
Kaart van de gemeente met de belangrijkste infrastructuur, bodemgebruik en omliggende gemeenten

## Demografie
Onderstaande figuur toont het verloop van het inwonertal (bron: INSEE-tellingen).
Vanwege een beveiligingsprobleem met de MediaWiki Graph-software is het momenteel niet mogelijk deze grafiek weer te geven. Zodra de software is bijgewerkt zal de grafiek vanzelf weer zichtbaar worden.